# Publicité au cinéma
 (signalé en mai 2025).
Si vous disposez d'ouvrages ou d'articles de référence ou si vous connaissez des sites web de qualité traitant du thème abordé ici, merci de compléter l'article en donnant les références utiles à sa vérifiabilité et en les liant à la section « Notes et références ».
- Archive Wikiwix
- Bing
- Cairn
- DuckDuckGo
- E. Universalis
- Gallica
- Google
- G. Books
- G. News
- G. Scholar
- Persée
- Qwant
- (zh) Baidu
- (ru) Yandex
- (wd) trouver des œuvres sur Wikidata

La publicité au cinéma peut prendre la forme de spots diffusés avant la séance ou d’apparition des marques dans les films eux-mêmes.

## Publicité en salle
Les annonceurs peuvent diffuser leurs publicités dans des salles de cinéma.

## Placement de produit
Les entrepreneurs font souvent appel aux maison de distribution des films pour promouvoir leurs produits, tels que Aston Martin pour 007. Ainsi le public du film connaîtra la voiture grâce à 007.

## Promotion des films
Une bande-annonce est un film publicitaire court dont le but est de promouvoir un film sortant au cinéma prochainement. Elle est souvent diffusée en avant-séance.